# Sonates pour violon et piano-forte de Weber
Les Six sonates progressives, op. 10b sont une œuvre pour violon et piano-forte de Carl Maria von Weber composée à Darmstadt, du 20 septembre 1810 au 17 octobre 1810. Publiées par les éditions Simrock, elles portent les références J. 99 à 104 dans le catalogue des œuvres de Weber établi par Friedrich Wilhelm Jähns.

## Composition
Carl Maria von Weber compose ses Six sonates progressives à Darmstadt, du 20 septembre 1810 au 17 octobre 1810. Commandées puis refusées par l'éditeur Johann Anton André parce que jugées « trop bonnes », elles sont publiées par Nikolaus Simrock à Bonn en 1811.

## Structure
L'œuvre est constituée de six Sonates en deux ou trois mouvements :
- Sonate no 1 en fa majeur

1. Allegro à quatre temps (noté )
2. Romanze — Larghetto à
3. Rondo — Amabile à

- Sonate no 2 en sol majeur

1. « Carratere spagnuolo » — Moderato à
2. Adagio à quatre temps (noté )
3. « Air Polonais » — Rondo Allegro à

- Sonate no 3 en ré mineur

1. « Air Russe » — Allegretto moderato à
2. Rondo — Presto à

- Sonate no 4 en mi bémol majeur

1. Moderato à quatre temps (noté )
2. Rondo — Vivace à

- Sonate no 5 en la majeur

1. « Tema dell'Opera Silvana » — Andante con moto, Vivace, Marcia maestoso et Piu agitato à quatre temps (noté )
2. Finale — Siciliano Allegretto à

- Sonate no 6 en do majeur

1. Allegro con fuoco à quatre temps (noté )
2. Largo à
3. « Polacca » à

## Analyse
Louis Aguettant, généralement sévère envers les quatre Sonates pour piano de Weber, considère que l'on peut « négliger les six Sonates progressives pour débutants ». 
En revanche, les sonates sont jugées « harmonieuses (et souvent charmantes) » par Wilhelm Altmann, qui les décrit comme « particulièrement précieuses pour former le goût des instrumentistes ». Dans l'ensemble, « de forme très concise, elles prennent parfois les couleurs respectives des mélodies traditionnelles espagnoles, polonaises et russes auxquelles elles font appel. La cinquième commence par des variations sur un thème de Silvana de Weber lui-même ». 
François-René Tranchefort considère que ces pièces sont « moins des sonates que des sonatines destinées à une pratique domestique et délibérément pédagogique ». Cependant, leur « charme mélodique naïf se heurte sans cesse à des répliques pour le moins capricieuses, à des bifurcations harmoniques inattendues. On y voit se succéder des styles et caractères extrêmement différents : polonaise, boléro, sicilienne ou « air russe » se côtoient en un exotique rendez-vous presque multinational — de sorte que cette virtuose charade d'images musicales dépasse très largement les capacités d'interprétation de musiciens amateurs ou dilettantes ».

## Discographie
- Weber, Sonates pour violon & piano et Quatuor avec piano — Isabelle Faust (violon Stradivarius), Alexander Melnikov (piano-forte) — Harmonia Mundi, HMC 902108 (2013)

### Ouvrages généraux
- Louis Aguettant, La Musique de piano : des origines à Ravel, Paris, Albin Michel / L'Harmattan, coll. « Les Introuvables », 1999 (1re éd. 1954), 446 p. (ISBN 978-2-738-48141-2), p. 425.
- Wilhelm Altmann (trad. Marie-Stella Pâris), « Weber, Carl Maria Friedrich Ernst, Freiherr von », dans Walter Willson Cobbett (dir.), Dictionnaire encyclopédique de la musique de chambre, vol. II : K–Z, Paris, Robert Laffont, coll. « Bouquins », 1999 (ISBN 2-221-07848-9), p. 1575–1577.
- François-René Tranchefort, Guide de la musique de chambre, Paris, Fayard, coll. « Les Indispensables de la musique », 1987, 996 p. (ISBN 2-2130-2403-0, OCLC 21318922, BNF 35064530), p. 927-932.

### Monographies
- Jean-Luc Caron et Gérard Denizeau, Carl Maria von Weber, Paris, bleu nuit éditeur, coll. « horizons » (no 73), 2019, 176 p. (ISBN 978-2-358-84087-3).
- John Warrack, Carl Maria von Weber : Le musicien, l'œuvre, Paris, Fayard, 1987, 480 p. (ISBN 978-2-213-01979-6).